# フィリップ・クローデル
フィリップ・クローデル（Philippe Claudel、1962年2月2日 – ）は、フランスムルト＝エ＝モゼル県ドンバール＝シュル＝ムルト生まれの小説家、映画監督、ナンシー大学教授である。
2003年にルノードー賞、2006年にマルティン・ベック賞、2008年にベルリン国際映画祭エキュメニカル審査員賞、2009年に英国アカデミー賞外国語映画賞を受賞した。

## 受賞歴
- ルノードー賞 2003年 （Les Âmes grises(『灰色の魂』)に対して）
- マルティン・ベック賞 2006年 （Les Âmes grisesに対して）
- 高校生のゴンクール賞 2007年（『ブロデックの報告書』に対して）
- ベルリン国際映画祭エキュメニック賞 2008年 （Il y a longtemps que je t'aime（『ずっとあなたを愛してる』）に対して）
- 英国アカデミー賞外国語映画賞 2009年 （Il y a longtemps que je t'aimeに対して）

## 主な作品

### 小説
- Les Ames Grises（『灰色の魂』） (2003)
- La Petite Fille de Monsieur Linh（『リンさんの小さな子』） (2005)
- Le Rapport de Brodeck（『ブロデックの報告書』） 2009

### 映画
- en:I've Loved You So Long（『ずっとあなたを愛してる』）(2008)
- Tous Les Soleils (2011)
- Avant l’hiver (2013)

## 日本語訳された作品
- 『灰色の魂』高橋啓訳、みすず書房、2004年
- 『リンさんの小さな子』高橋啓訳、みすず書房、2005年
- 『子どもたちのいない世界』高橋啓訳、みすず書房、2006年
- 『ブロデックの報告書』高橋啓訳、みすず書房、2009年